# 聖パウロの改宗 (パルミジャニーノ)
『聖パウロの改宗』（せいパウロのかいしゅう、イタリア語: Conversione di san Paolo）は、パルミジャニーノが制作した1527年の油彩画である。現在ウィーンの美術史美術館に所蔵されている。
ジョルジョ・ヴァザーリ（1550年）とラーモ　(1560年）の両方が、パルマ出身の人物で、芸術の愛好家であったジョヴァンニ・アンドレアのボローニャの家で見た作品である。 アンドレアは1523年からボローニャ大学の解剖学の教授であり、1566年からはローマ教皇ピウス4世の主治医であった。アンドレアが亡くなると、作品はパルマを去った。1608年には
マドリードにあったことが知られており、ポンピオ・レオーニのコレクション目録に掲載された。 18世紀にウィーンの美術史美術館に移され、1912年に初めて一般公開された。
聖パウロと馬の身体の捻じれ、引き伸ばされたプロポーション、聖パウロの肥大した脚の筋肉はミケランジェロの影響を示している。しかし、作品は独自に改変され、マニエリスム的になっており、パルミジャニーノのローマ滞在後の作品と完全に一致している。画面は葉の繁った木々、山、丘のある風景に適応しているが、この風景はドッソ・ドッシと北方絵画の様式である。